# Jean-Jacques Marx
Jean-Jacques Marx (Fegersheim, 23 maggio 1957) è un ex calciatore francese, di ruolo difensore.

## Carriera
Ha disputato 346 incontri nella massima divisione francese, prevalentemente nello Strasburgo con cui vinse il titolo nazionale nella stagione 1978-1979.

## Statistiche

### Presenze e reti nei club
| Stagione          | Squadra           | Campionato        | Campionato | Campionato | Coppe nazionali | Coppe nazionali | Coppe nazionali | Coppe continentali | Coppe continentali | Coppe continentali | Totale | Totale |
| Stagione          | Squadra           | Comp              | Pres       | Reti       | Comp            | Pres            | Reti            | Comp               | Pres               | Reti               | Pres   | Reti   |
| ----------------- | ----------------- | ----------------- | ---------- | ---------- | --------------- | --------------- | --------------- | ------------------ | ------------------ | ------------------ | ------ | ------ |
| 1975-1976         | Strasburgo        | D1                | 31         | 0          | CF              | 0               | 0               | -                  | -                  | -                  | 31     | 0      |
| 1976-1977         | Strasburgo        | D2                | 26         | 0          | CF              | 6               | 0               | -                  | -                  | -                  | 32     | 0      |
| 1977-1978         | Strasburgo        | D1                | 25         | 5          | CF              | 2               | 0               | -                  | -                  | -                  | 27     | 5      |
| 1978-1979         | Strasburgo        | D1                | 30         | 6          | CF              | 6               | 1               | CU                 | 5                  | 0                  | 41     | 7      |
| 1979-1980         | Strasburgo        | D1                | 33         | 3          | CF              | 2               | 1               | CC                 | 4                  | 0                  | 39     | 4      |
| 1980-1981         | Strasburgo        | D1                | 37         | 1          | CF              | 9               | 2               | -                  | -                  | -                  | 46     | 3      |
| 1981-1982         | Strasburgo        | D1                | 37         | 2          | CF              | 1               | 0               | -                  | -                  | -                  | 38     | 2      |
| Totale Strasburgo | Totale Strasburgo | Totale Strasburgo | 219        | 18         |                 | 26              | 4               |                    | 9                  | 0                  | 249    | 22     |
| 1982-1983         | Tolosa            | D1                | 24         | 2          | CF              | 5               | 0               | -                  | -                  | -                  | 29     | 0      |
| 1983-1984         | Tolosa            | D1                | 37         | 0          | CF              | 3               | 0               | -                  | -                  | -                  | 40     | 0      |
| 1984-1985         | Tolosa            | D1                | 36         | 1          | CF              | 9               | 0               | -                  | -                  | -                  | 45     | 1      |
| 1985-1986         | Tolosa            | D1                | 37         | 1          | CF              | 1               | 0               | -                  | -                  | -                  | 38     | 1      |
| 1986-1987         | Tolosa            | D1                | 19         | 0          | CF              | 1               | 0               | CU                 | 1                  | 0                  | 21     | 0      |
| Totale Tolosa     | Totale Tolosa     | Totale Tolosa     | 153        | 4          |                 | 19              | 0               |                    | 1                  | 0                  | 173    | 4      |
| 1987-1988         | Lorient           | D2                | 32         | 2          | CF              | 2               | 0               | -                  | -                  | -                  | 34     | 2      |
| Totale carriera   | Totale carriera   | Totale carriera   | 404        | 22         |                 | 47              | 4               |                    | 10                 | 0                  | 461    | 26     |

## Palmarès
- Campionato francese di seconda divisione: 1

Strasburgo: 1976-1977
- Campionato francese: 1

Strasburgo: 1978-1979